# Quim Marqués
Quim Marqués   (Barcelona, 1964), pseudònim de Joaquim Marqués Adelantado, és un cuiner català que dirigeix el restaurant El suquet de l'Almirall, al barri barceloní de la Barceloneta, és col·laborador habitual en programes gastronòmics de ràdio i ha escrit diverses publicacions. Pertany a la quarta generació de cuiners de la seva família, va estudiar a la primera promoció de l'Escola d'Hostaleria de Barcelona i ha passat per restaurants com El Bulli, El Racó d'En Freixa, Casa Fermín i La Cuisine des Anges. Ha estat finalista dels concursos internacionals Paul Bocuse i Pierre Taittinger (1994). Ha estat xef de cuina dels restaurants Nostromo, Lola i el Suquet de l'Almirall, on ha encunyat el terme "paella catalana". Ha treballat com a col·laborador en programes radiofònics com De boca en boca i en 2015 adquirí un hotel a Sitges per obrir un nou restaurant, La Pepa del Mar.

## Publicacions
- 2002 ¿Qué comemos hoy? (Belaqva de Ediciones y Publicaciones) en col·laboració amb la metgessa nutricionista Montse Folch.
- 2002 Recetas para enamorar, seducir i amar (Belaqva de Ediciones y Publicaciones), receptari co-escrit amb Boris Izaguirre, Glòria Galiano i els cuiners Paco Guzmán, Paula Casanovas i Felip Planas
- 2004 La Cuina de la Barceloneta (Columna Edicions)
- 2005 La cocina de la Barcelona marinera (Viena Edicions), al qual intenta rescatar les receptes tradicionals dels pescadors de la Barceloneta.
- 2009 Come bien, vive mejor (Salsa Books). Co-escrit amb la metgessa Natàlia Flores.
- 2010 Cuina marinera. Les millors receptes de peix d'ara i de sempre (Columna edicions), escrit juntament amb el seu segon de cuina Manel Marqués.
- 2017 Arroces: Orígenes, curiosidades y recetas (Lectio)